# Выкно (станция)
Выкно (пол. Wykno) — пассажирская и грузовая железнодорожная станция близ села Будзишевице в гмине Будзишевице, в Лодзинском воеводстве Польши. Имеет 2 платформы и 3 пути.
Станция на железнодорожной линии Лодзь-Калиская — Дембица, построена в 1910 году, когда эта территория была в составе Царства Польского.